# Budapests innerstad

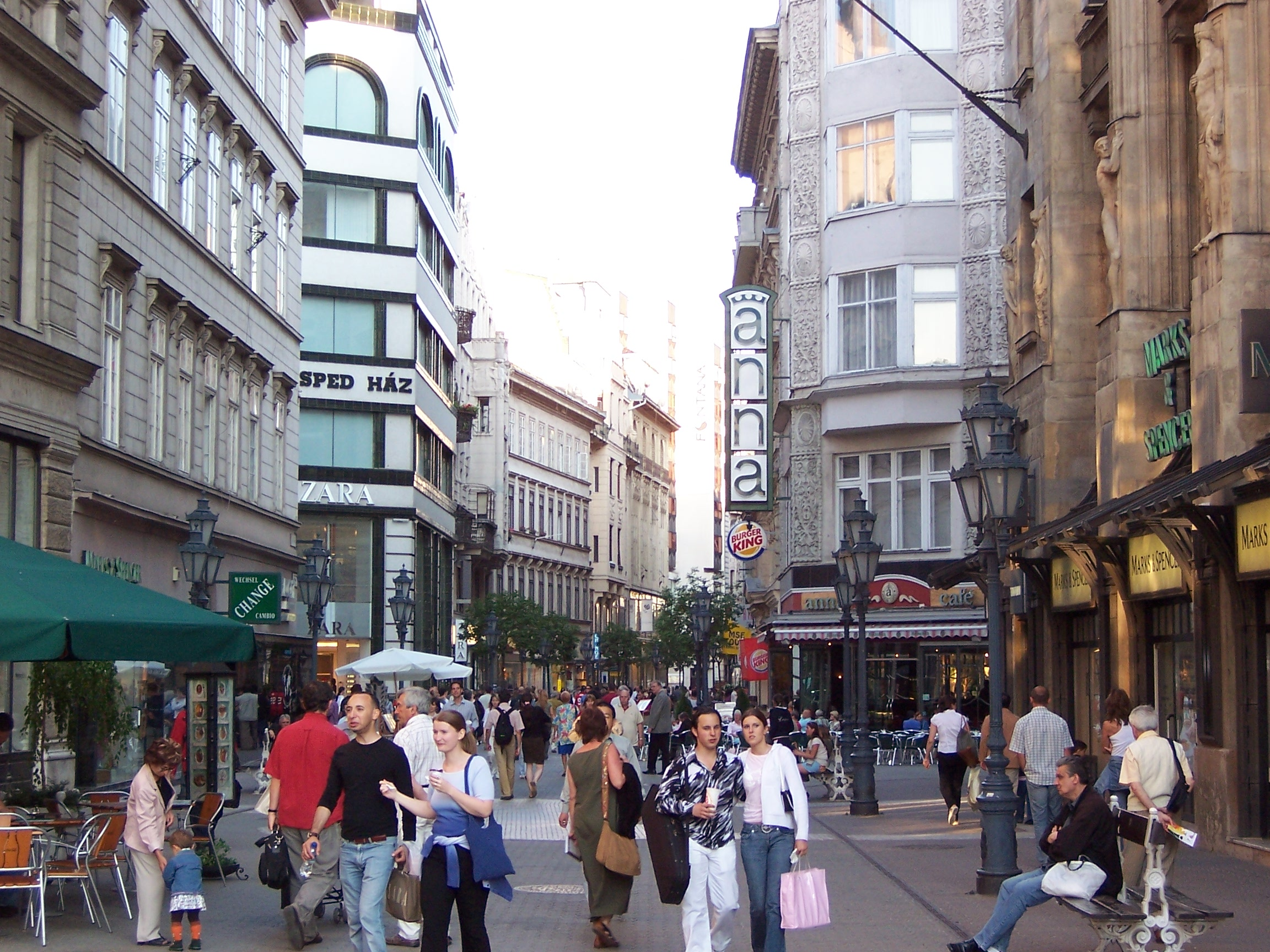
Váci utca - shoppinggata.

Budapests innerstad (ungerska: Belváros) är en del av den historiska gamla staden i Pest. I dag utgör den en del av 5:e distriktet (Belváros-Lipótváros) i Budapest i Ungern. Budapests stora shoppinggata, Váci utca ("Vácigatan"), finns här, och är en viktig del av stadens affärsliv. Många turister startar sin sightseeing härifrån. Váci utca mynnar ut i Vörösmarty tér, ett litet populärt torg, där bland annat Café Gerbeaud, det äldsta caféet i Pest, legat sedan mitten av 1800-talet (1858).
Ett livligt och trevligt torg, Vigadó tér, ligger vid floden Donau och därifrån har man utsikt mot Várhegy och Budai Vár (Slottshöjden och Kungliga palatset). Den dominerande byggnaden vid Vigadó tér är konserthuset. Här ligger också flera lyxhotell.
Från Vörösmarty tér kan man nå Deák Ferenc tér via Deák Ferenc utca, uppkallad efter den ungerske statsmannen Ferenc Deák. Deák Ferenc tér är också en tunnelbanestation.

## Byggnader och monument
Ett antal intressanta byggnader och två museer finns på andra sidan Petőfi Sándor utca samt den lutherska kyrkan och det Lutherska museet. Den lutherska kyrkan vid torget Deák tér är Deák téri evangélikus templom och är den äldsta, största och mest kända evangeliska kyrkan i Budapest. Kyrkan är byggd i nyklassicistisk stil. Det finns flera andra evangeliska institutioner i området. Några av dem är den lutherska grammatikskolan, en högstadieskola och ett gymnasium, Budapest-Fasori Evangélikus Gimnázium på Városligeti fasor 17–21.

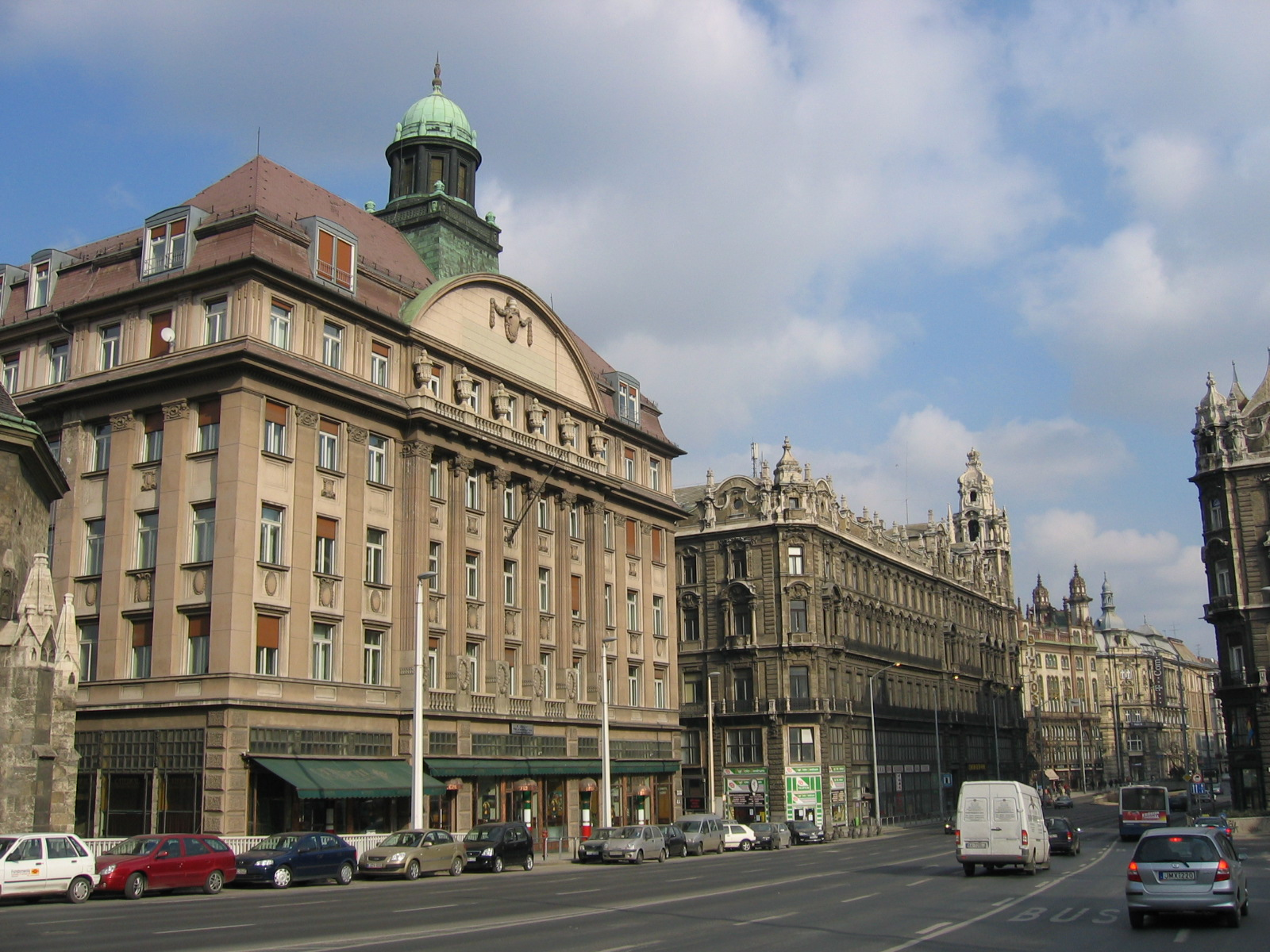
Szabad sajtó út nära Ferenciek tere.

Vid Deák tér finns ett tunnelbanemuseum, Földalatti Vasút Múzeuma, nere i en gångtunnel, där det bland annat finns ett tunnelbanetåg från 1896.
Statyn vid Petőfi tér alldeles vid Donaus strand i Belváros föreställer Sándor Petőfi och gjordes av skulptören Miklós Izsó och representerar poeten när han reciterar nationalsången. Uppförandet av statyn initierades av Ede Reményi, som var violinist, och bidrog starkt tillkomsten av statyn. Efter Miklós Izsós död avslutades arbetet av Adolf Huszár. Ristningen kring basen och statyn skapades av Miklós Ybl. Den grå granitpiedestalen är 535 cm, poetens bronsskulptur är 375 cm hög. Det är från denna staty som många turister startar sin sightseeing.
Ferenc Deák-monumentet ligger vid Roosevelt tér i Belváros på Pestsidan, på östra stranden nära brofästet vid den välkända hängbron Széchenyi lánchid hid, Kedjebron, över Donau mellan Buda och Pest.
Vid den norra delen av Roosevelt tér finns en staty som föreställer författaren och politikern i dåvarande Österrike-Ungern, István Széchenyi (1791-1860), skulpterad av den ungerske bildhuggaren József Engel (1815-1901). Statyn står framför slottet Magyar Tudományos Akadémia (MTA), den ungerska vetenskapsakademin. Statyn restes 1880.

## Läge

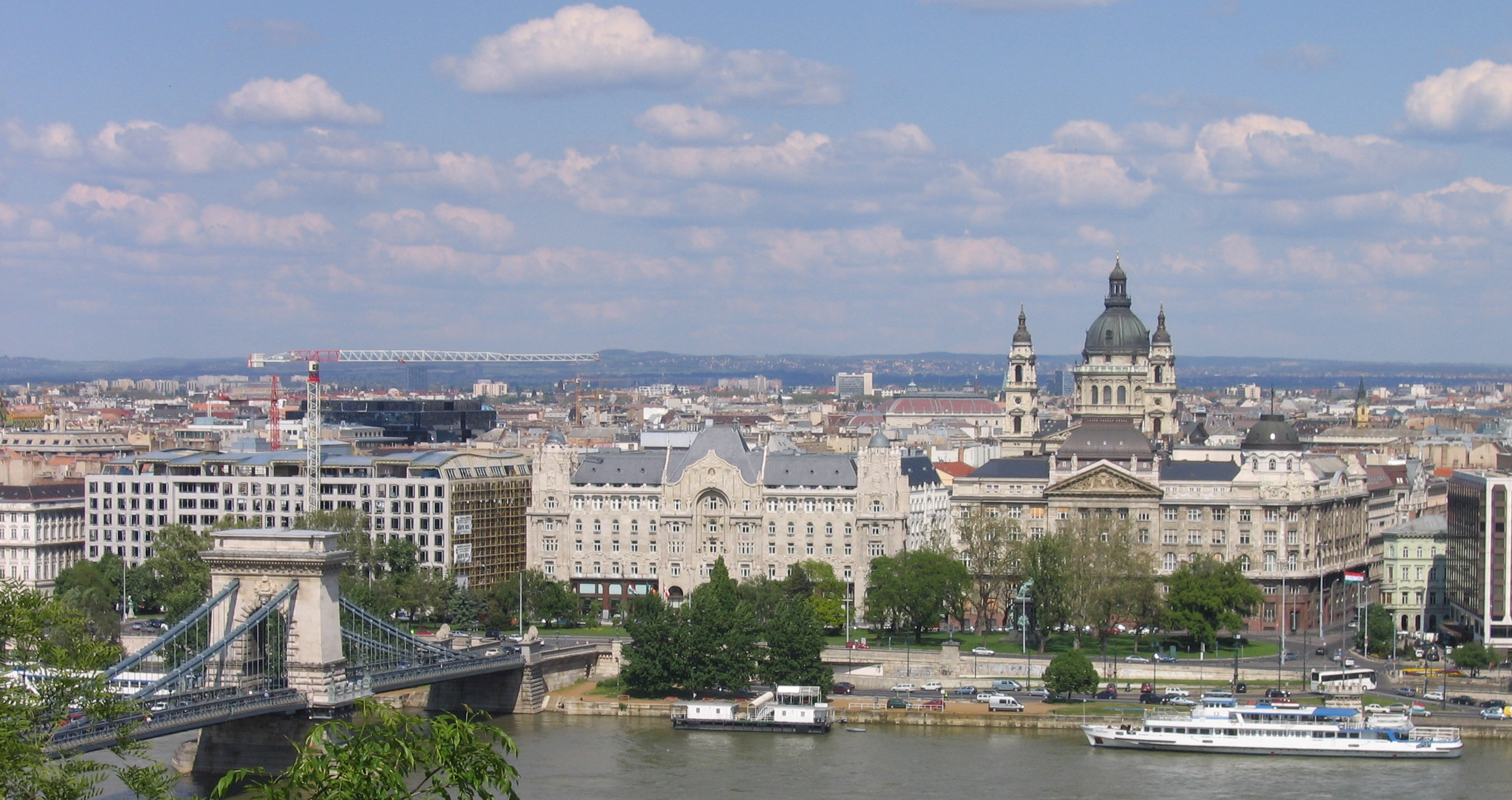
Utsikt över Budapests innerstad i distriktet Belváros. Vy över Kedjebron med Roosevelt tér, där de båda statyerna av István Széchenyi och Ferenc Deák står på var sida om bron.

I bredare betydelse, gränsar centrala Budapest till Nagykörút (Stora boulevarden) på Pest-sidan. I Buda gränsar den till fortsättningen på Nagykörút genom Margit körút, Krisztina körút, Budaörsi út och Bocskai út. Innerstaden utgör 5:e, 6:e och 7:e distrikten samt delar av 8:e, 9:e och 13:e distrikten på Pests sida, och i Buda utgör 1:a, 2:a, 11:e och en liten bit av 12:e distriktet centrum.
Innerstaden ligger vid Donaus strand. Gränserna följer den gamla ringmurens linjer och distriktet Belváros (Budapests innerstad) ligger innanför ringmuren och Kiskörút (Lilla boulevarden) följer murarnas sträckning. Omkring den romerska utposten växte den medeltida staden upp. Staden utvecklades till en lång och smal remsa med Donau i väster och försvarsmurar på övriga sidor. De gator som ingår i Kiskörút är Vámház körút, Múseum körút, Károly körút samt den södra änden av Bajcsy-Zsilinsky út  och József Attila utca. 
Gränserna utgörs av Vigadó tér ("Vigadótorget") i norr, Deák Ferenc utca ("Ferenc Deák-gatan") i norr,  Lilla boulevarden vid Károly körút ("Karlsboulevarden"), Múzeum körút ("Museiboulevarden") och Vámház körút ("Vámház Boulevard"), samt Donau.

## Bilder

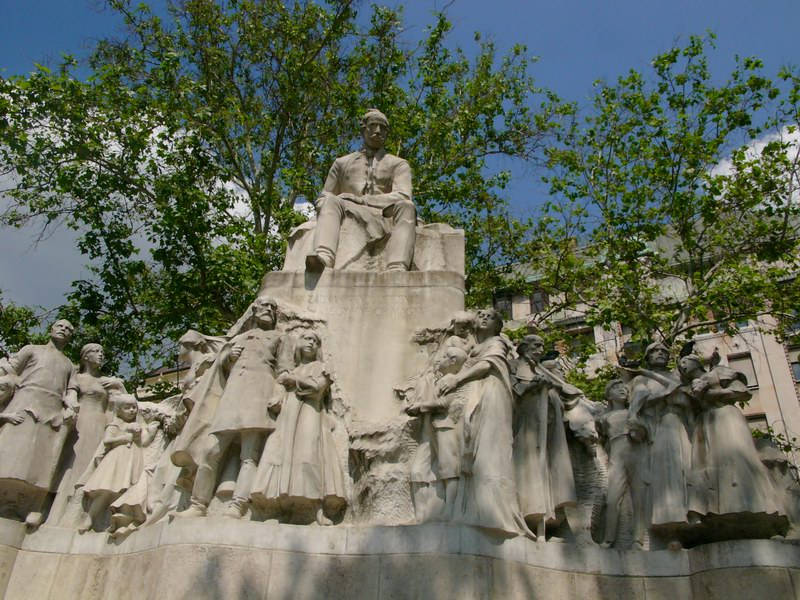
Staty av Mihály Vörösmarty på Vörösmarty tér.
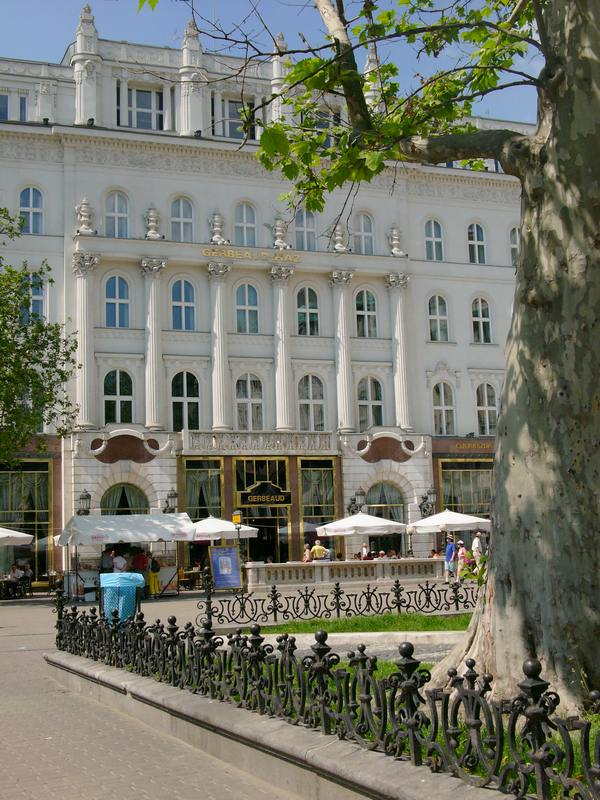
Café Gerbeaud vid Vörösmarty tér.
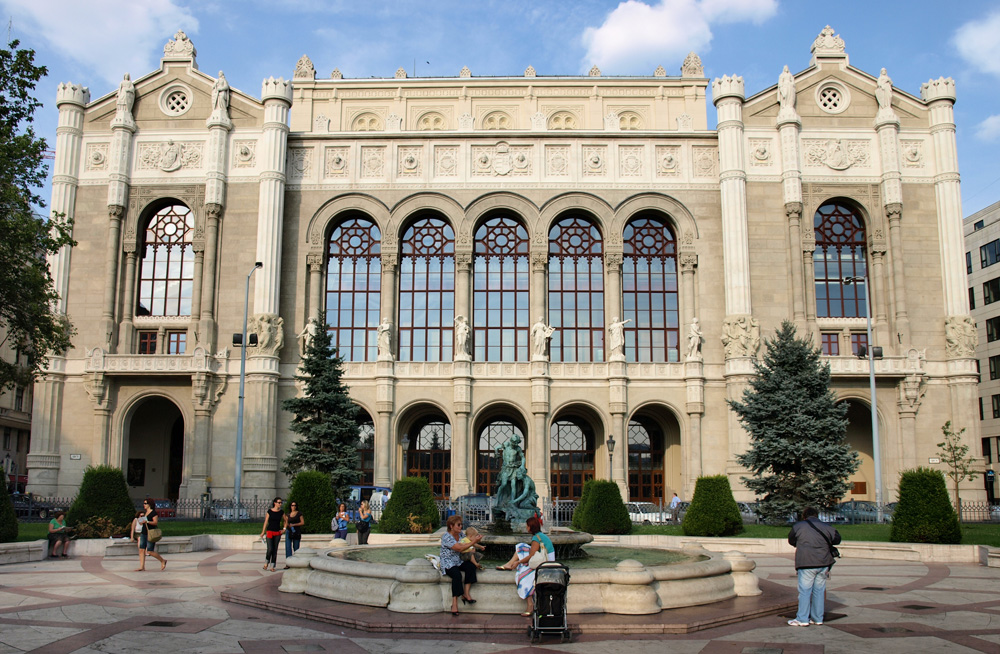
Konserthuset (Vigadó konserthus), Pesti Vigadó, vid Vigado tér.
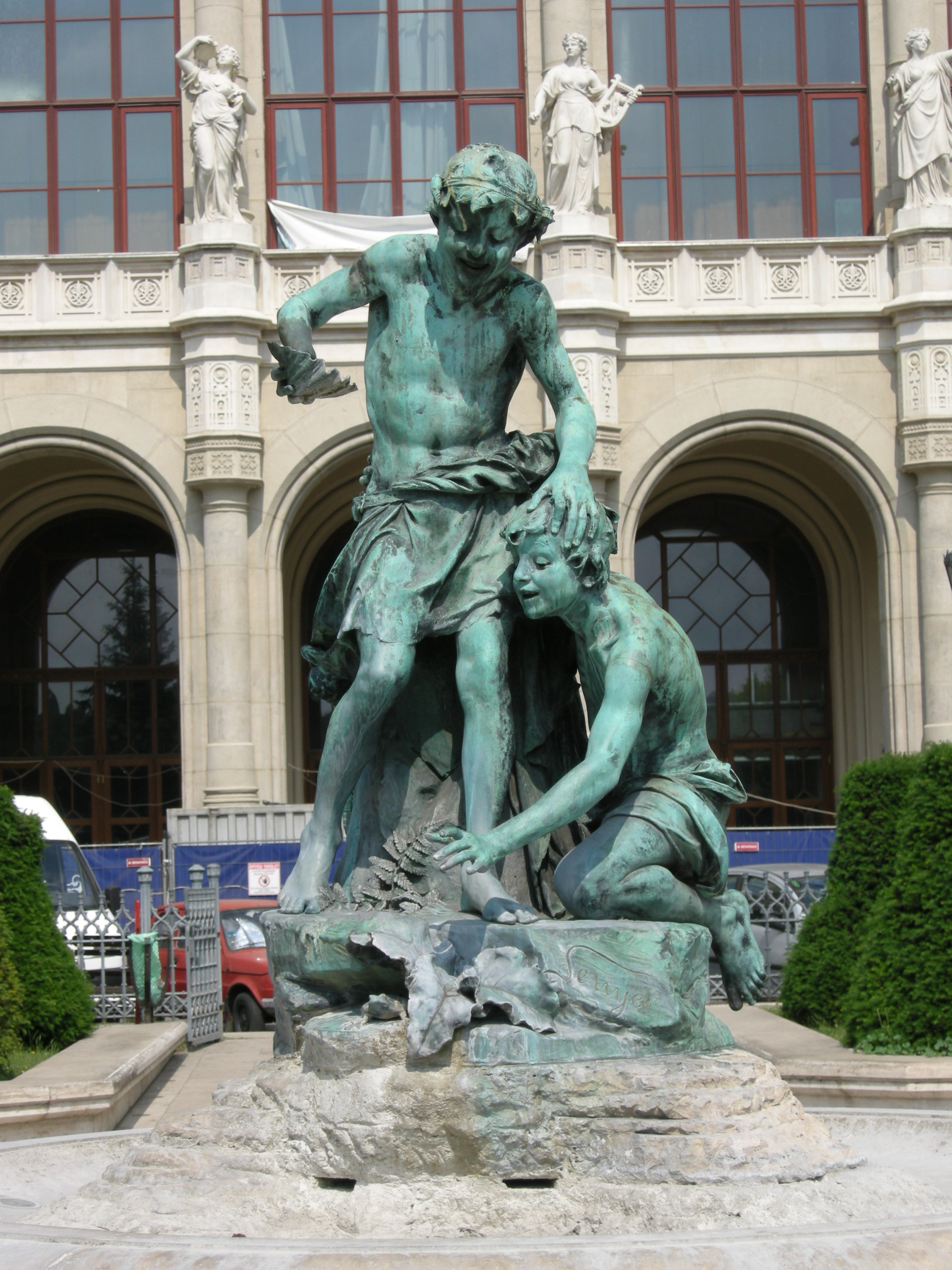
Barnens fontän (1896) av Károly Senyei (1854-1919) framför Konserthuset.
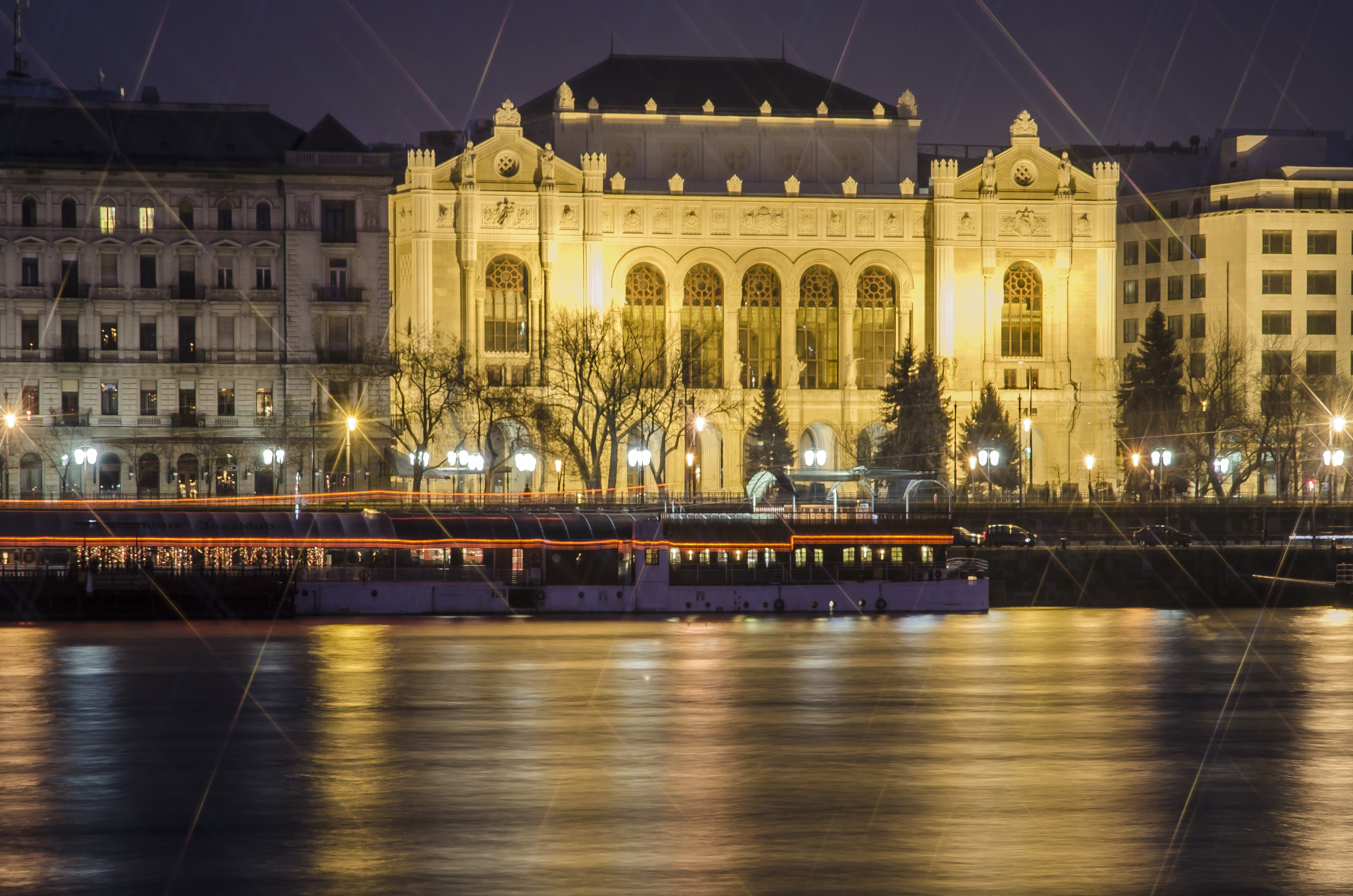
Konserthuset, Pesti Vigadó vid Vigádo tér i kvällsbelysning.
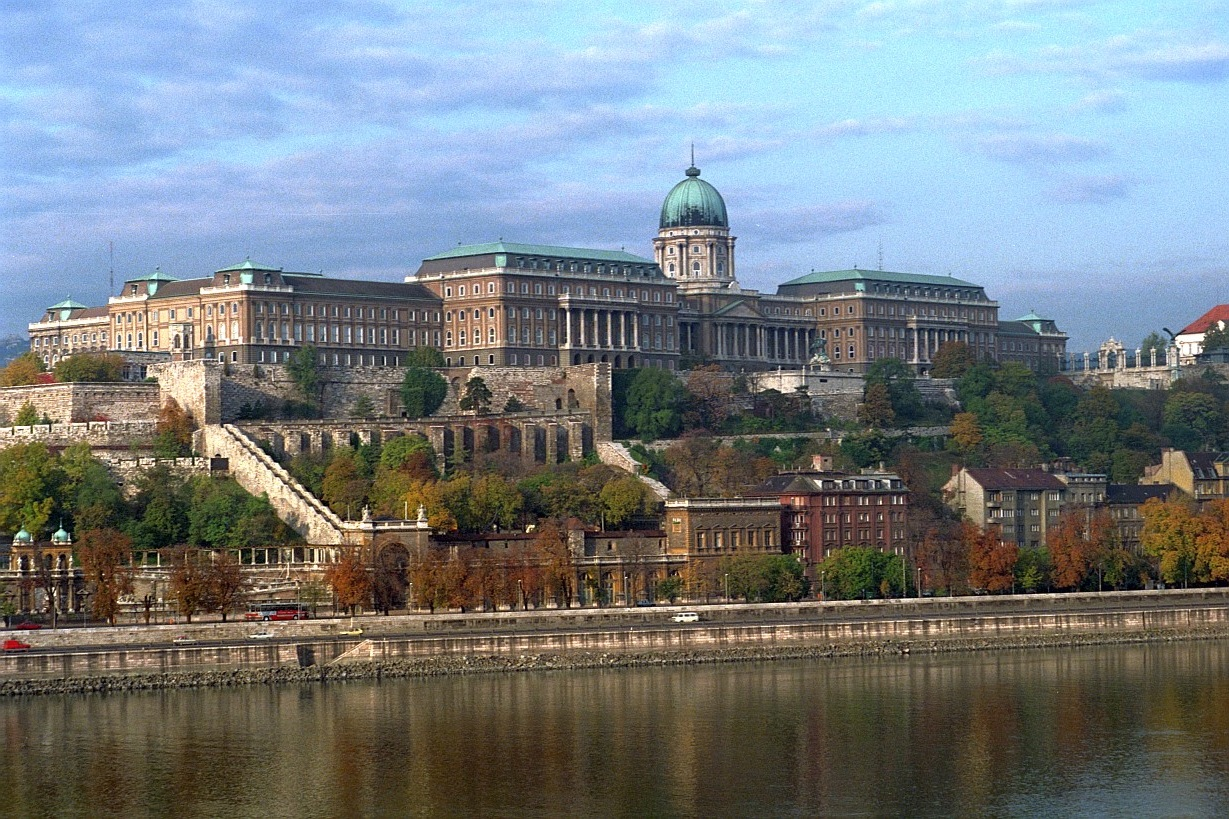
Utsikt över Donau mot Budai Vár, Budaslottet, även kallat Kungliga palatset, från Vigadó tér.
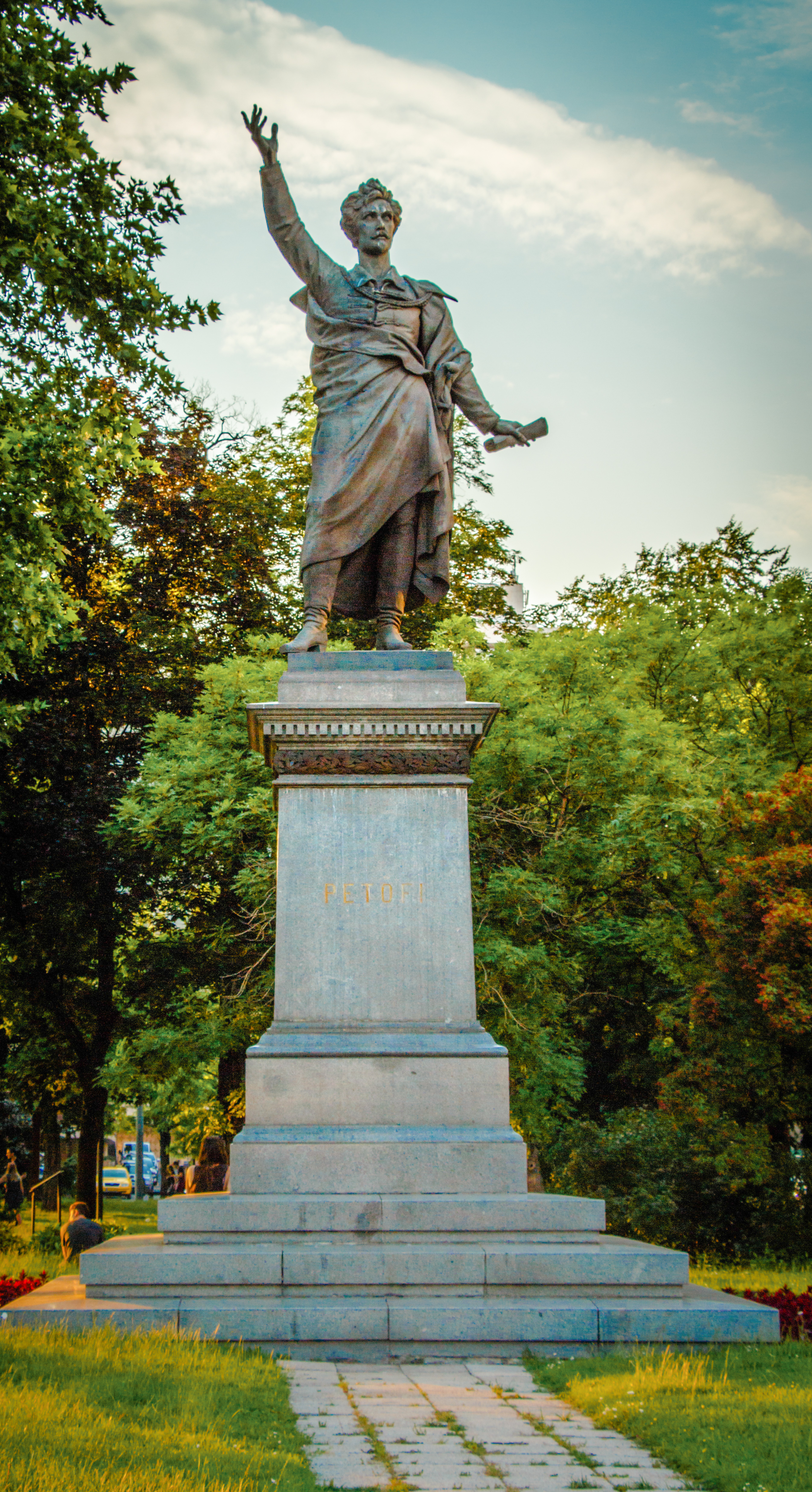
Staty av poeten Sándor Petőfi vid Petőfi tér.
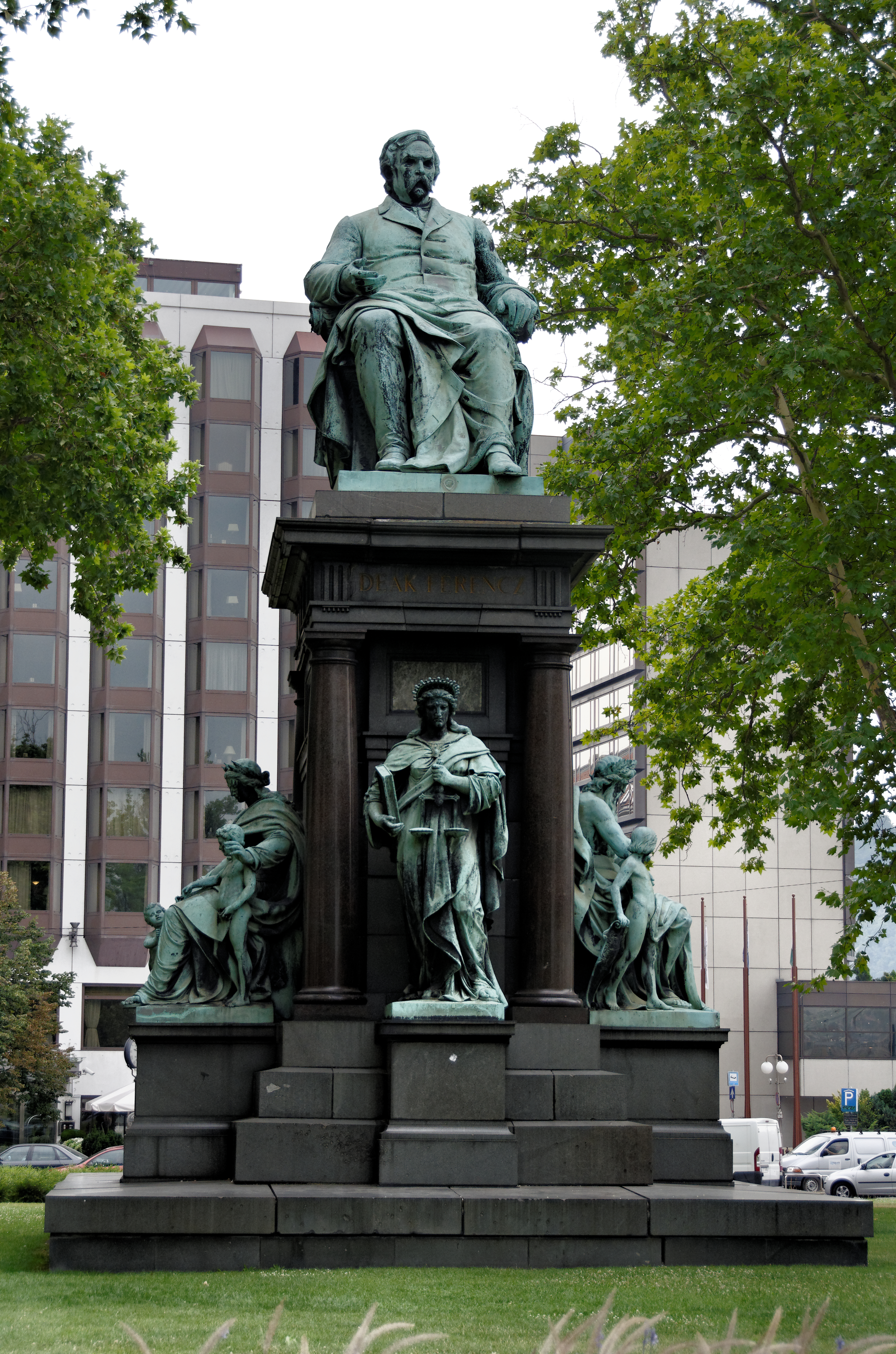
Ferenc Deák-monumentet vid Roosevelt tér i Belváros på Pestsidan.
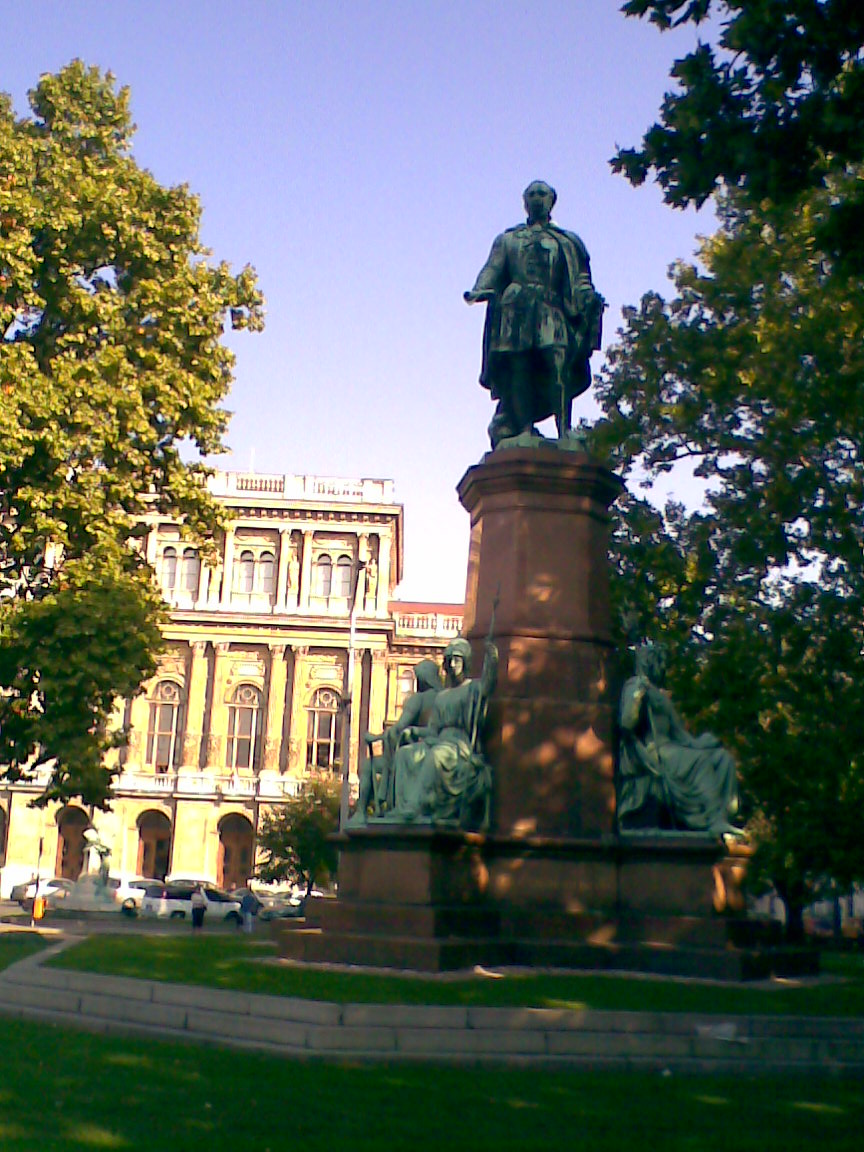
Staty av István Széchenyi skulpterad av den ungerske bildhuggaren József Engel (1815-1901).
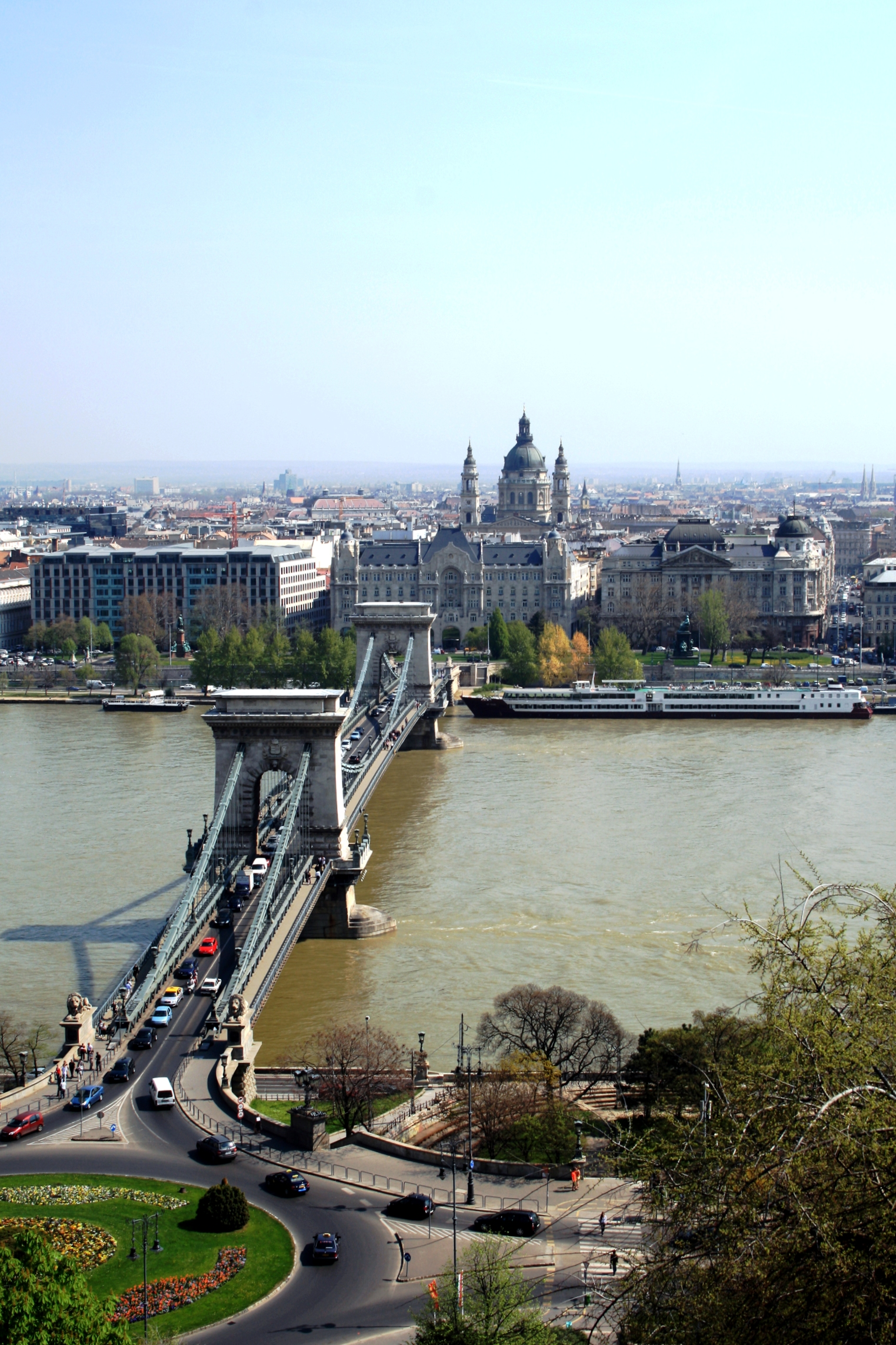
Kedjebron med Roosevelt tér i Belváros.
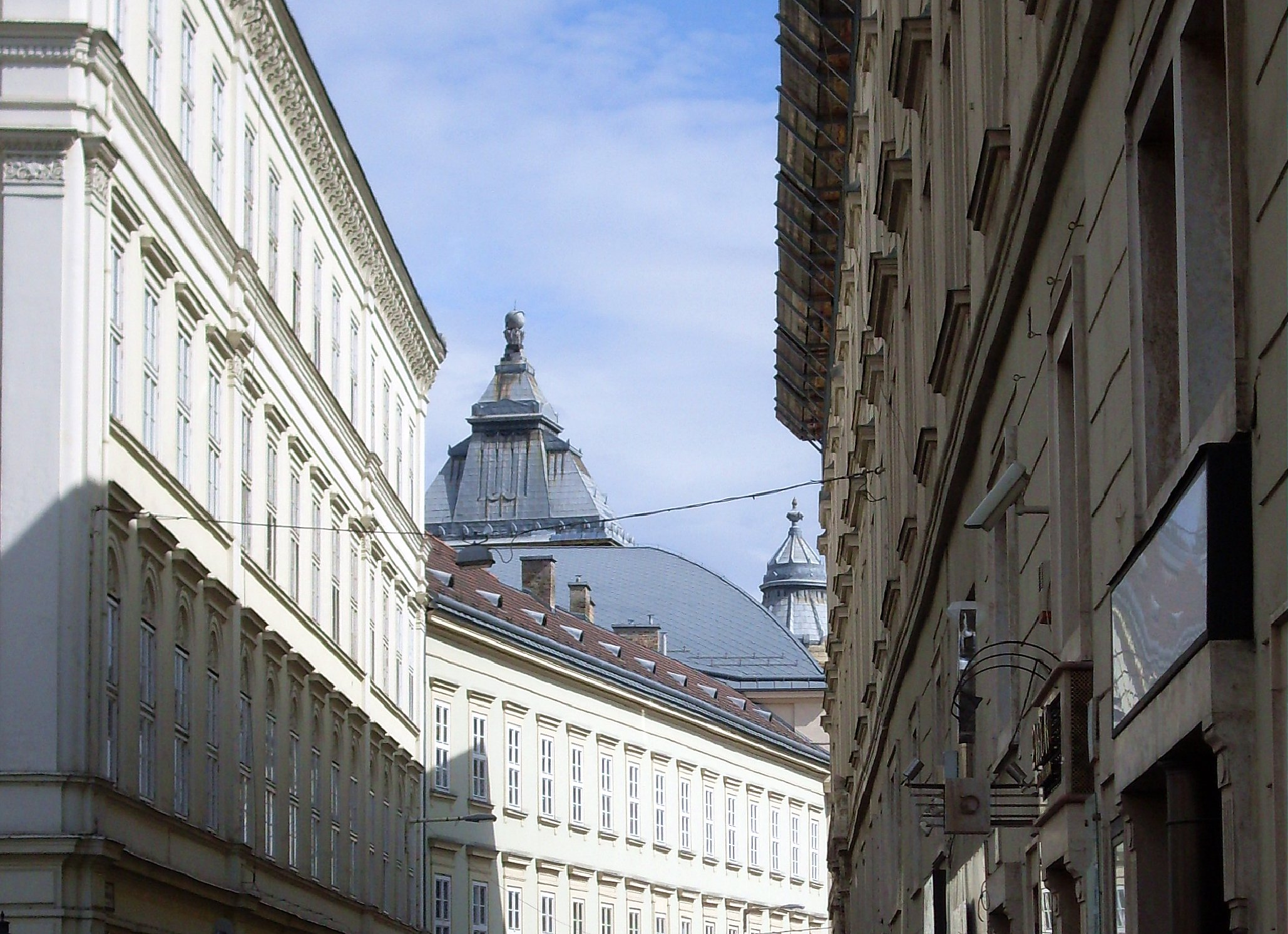
Barczy István utca, i bakgrunden syns den lutherska kyrkan Deák téri evangélikus templom vid Deák tér.
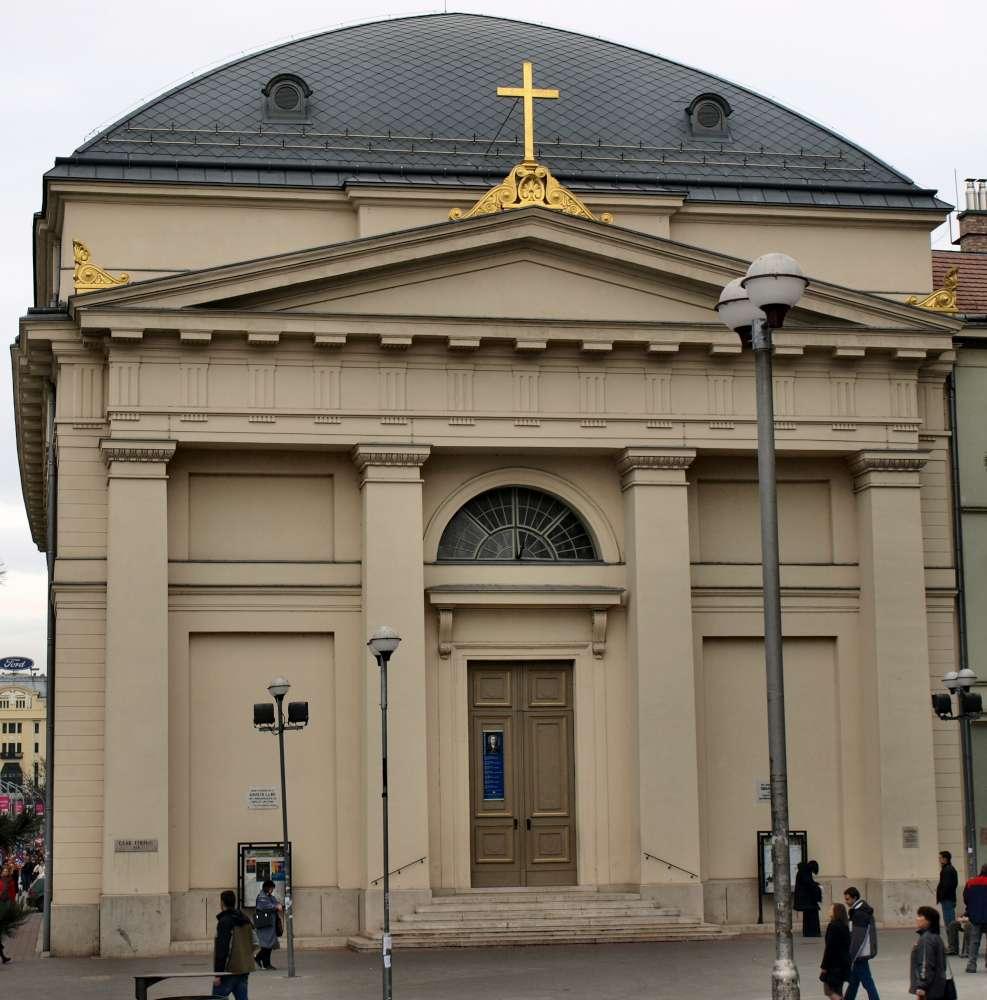
Deák téri evangélikus templom, den lutherska kyrkan vid Deák tér. Arkitekt var Mihály Pollack och den byggdes åren 1799-1808. Huvudfasaden skapades av József Hild, 1836.
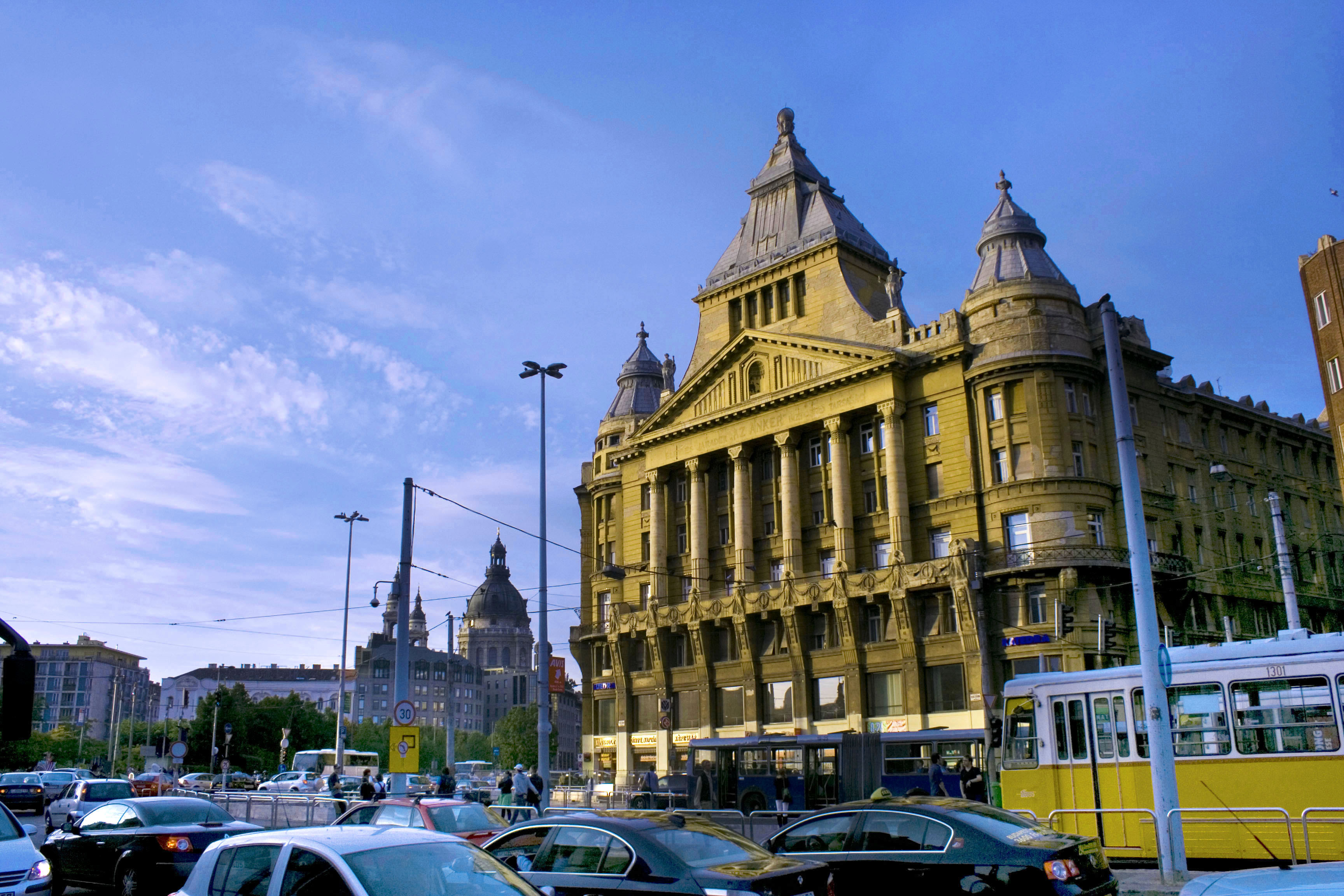
Deák Ferenc tér med Anker Palace Hotel.

### Fotnoter
1. ↑  ”Budapest”, Encyclopædia Britannica, http://www.britannica.com/eb/article-60076/Budapest
2. ↑  ”City centre and Districts”, Budapest Corner, arkiverad från ursprungsadressen  den 2011-07-08, https://web.archive.org/web/20110708103223/http://budapestcorner.com/budapest_downtown.php Arkiverad 8 juli 2011 hämtat från the Wayback Machine.